# Rue Robertson
La rue Robertson est une rue de la ville belge de Liège faisant partie du quartier administratif du Longdoz.

## Odonymie
Cette rue rend hommage à Étienne-Gaspard Robert, né le 15 juin 1763 à Liège et mort le 2 juillet 1837 à Paris, connu sous le pseudonyme d'Étienne-Gaspard Robertson, personnage multiple, à la fois peintre, dessinateur, « physicien-aéronaute », mécanicien, opticien, « fantasmagorien » et mémorialiste.

## Localisation et description
Cette artère plate et rectiligne d'une longueur d'environ 207 m se trouve sur la rive droite de la Dérivation et relie le quai de Longdoz à la rue Villette et la rue Deveux. La rue compte une quarantaine d'immeubles d'habitation. Elle applique un sens unique de circulation automobile dans le sens Villette-Longdoz. Une petite place triangulaire se forme au carrefour avec la rue Villette. Cette placette est occupée par une minuscule plaine de jeu pourvue de bancs à l'ombre de deux arbres.

## Architecture
Située au bout d'une courte impasse, la maison située au no 9 est l'immeuble le plus ancien de la rue. La façade compte sept travées bâties en pierre calcaire. Cette maison a été érigée vers 1650 et est reprise à l'inventaire du patrimoine culturel immobilier de la Wallonie
Quelques immeubles érigés, pour la plupart, à la fin du XXe siècle sont à épingler comme celui situé au no 14 comprenant neuf têtes sculptées placées en clé de voûte des différentes baies de la façade ou comme les maisons jumelles en brique jaune de style éclectique des nos 18 et 20.  
Une suite de quatre immeubles de style éclectique présentant des éléments ornementaux propres au style Art nouveau a été bâtie au début du XXe siècle (du no 28 au no 34). On peut voir une ferronnerie aux courbes représentatives de l'Art nouveau pour chaque immeuble ainsi qu'un original larmier sculpté sous la baie d'imposte du no 30. L'immeuble sis au no 34 a été réalisé par l'architecte Joseph Crahay.

## Voies adjacentes
- Quai de Longdoz
- Rue Alfred Magis
- Rue Villette
- Rue Deveux